# Маляр Володимир Миколайович
Володи́мир Микола́йович Маляр (7 квітня 1941, Харків — 2 червня 2022) — український актор, Народний артист УРСР (1979).

## Життєпис
1962 року закінчив Харківський театральний інститут (вчителем був заслужений артист УРСР Я. Л. Азимов). З цього ж року працював у Харківському українському драматичному театрі ім. Тараса Шевченка.
Народний артист УРСР (1979). Лауреат Міжнародної премії ім. Й. Гірняка (Канада, 2001).
Помер 2 червня 2022 року.

## Ролі у театрі
- «Король Лір» за однойменною п'єсою Вільяма Шекспіра — Блазень
- «Сторінка з щоденника» Олександра Корнійчука — Брага
- «Смішні гроші» Рея Куні — Генрі
- «Безталанна» за однойменною п'єсою Івана Карпенка-Карого — Гнат
- «Ревізор» за онойменною п'єсою Миколи Гоголя — Городничий
- «Поки гарба не перевернулась» Отара Іоселіані — Діто
- «Повія» за Панасом Мирним — Довбня
- «Хрещений батько» за однойменним романом Маріо П'юзо — Віто Корлеоне
- «Один день Івана Денисовича» за однойменною повістю Олександра Солженіцина — Іван Денисович
- «Гамлет» за однойменною п'єсою Вільяма Шекспіра — Клавдій
- «Політ над гніздом зозулі» за мотивами однойменного роману Кена Кізі — Мак-Мерфі
- «Макбет» Ежена Йонеско — Макбет
- «Диваки» Максима Горького — Мастаков
- «Тригрошова опера» за однойменною п'єсою Бертольда Брехта — Меккі-Ніж
- «Тарас Бульба» за однойменною повістю Миколи Гоголя — Могила
- «Річард III» за однойменною п'єсою Вільяма Шекспіра — Річард
- «Комуніст» Гавриловича — Степан
- «Лихо з розуму» за однойменною п'єсою Олександра Грибоєдова — Фамусов
- «Шлях» Зіновія Сагалова — Тарас Шевченко
- «Шельменко-волосний писар» за п'єсою Шельменко-денщик Григорія Квітки-Основ'яненка — Шельменко

## Фільмографія
Знімався у кіно
- 1968 — «На війні як на війні»; реж. В. Трегубович — начальник штабу танкового полку
- 1970 — «Чи вмієте ви жити?»; реж. Олександр Муратов
- 1972 — «Платон Кречет» (фільм-спектакль); реж. Броніслав Мешкіс
- 1986 — «Російський льотчик» (фільм-спектакль)
- 1987 — «Березова гілка» (фільм-спектакль); реж. Олександр Буньков — Логинов, полковник КДБ
- «УВД, Курс молодого бійця»; реж. В. Чичкун — депутат
- 2006 — «Театр приречених»; реж. О. Пархоменко
- 2008 — «Сповідь диявола»; реж. І. Парфенов — генерал
- 2010 — «Прощавай, коридо!»; реж. І. Парфенов — Винсент
- 2012 — «Крик в тиші»; реж. І. Парфенов — капитан
- 2013 — «Інакодумство»; реж. І. Парфенов — Петро